# Maßeindeutigkeitssatz
Der Maßeindeutigkeitssatz, innerhalb des entsprechenden Kontextes auch einfach nur Eindeutigkeitssatz genannt, ist eine mathematische Aussage aus den mathematischen Teilgebieten der Maßtheorie und der Stochastik. Er beschäftigt sich mit der Frage, wann ein abstrahierter Volumenbegriff, also ein Maß oder spezieller ein Wahrscheinlichkeitsmaß bereits eindeutig bestimmt ist.
Aus dem Maßeindeutigkeitssatz leiten sich direkt einige speziellere Sätze wie der Korrespondenzsatz ab. Ebenso wichtig sind die strukturellen Implikationen des Maßeindeutigkeitssatzes, da sie maßgeblich beeinflussen, welche Mengensysteme zur Konstruktion von Maßen in Frage kommen, wenn diese eindeutig bestimmt sein sollen.

## Aussage
Je nach Anwendungsgebiet wird der Satz leicht unterschiedlich formuliert. Dabei wird in der Maßtheorie die allgemeinere Fassung für σ-endliche Maße aufgeführt, in der Wahrscheinlichkeitstheorie meist der Spezialfall für Wahrscheinlichkeitsmaße.

### Maßtheoretische Version
Gegeben sei eine Menge {\displaystyle X} sowie eine σ-Algebra {\displaystyle {\mathcal {A}}} mit Erzeuger {\displaystyle {\mathcal {E}}}. Es gilt also
{\displaystyle {\mathcal {A}}=\sigma ({\mathcal {E}})}.
Des Weiteren seien zwei Maße {\displaystyle \mu } und {\displaystyle \nu } auf {\displaystyle {\mathcal {A}}} gegeben. Dann gilt:
Ist {\displaystyle {\mathcal {E}}} durchschnittsstabil, existieren Mengen {\displaystyle E_{1},E_{2},E_{3},\dots } aus {\displaystyle {\mathcal {E}}}, so dass
{\displaystyle X=\bigcup _{i=1}^{\infty }E_{i}}
und ist
{\displaystyle \mu (E)=\nu (E)} für alle {\displaystyle E\in {\mathcal {E}}}
sowie
{\displaystyle \mu (E_{n})=\nu (E_{n})<\infty } für alle {\displaystyle n\in \mathbb {N} },
so ist {\displaystyle \mu =\nu }.

### Wahrscheinlichkeitstheoretische Version
Gegeben sei eine Menge {\displaystyle \Omega } sowie eine σ-Algebra {\displaystyle {\mathcal {A}}} mit Erzeuger {\displaystyle {\mathcal {E}}}. Es gilt also
{\displaystyle {\mathcal {A}}=\sigma ({\mathcal {E}})}.
Des Weiteren seien zwei Wahrscheinlichkeitsmaße {\displaystyle P} und {\displaystyle Q} auf {\displaystyle {\mathcal {A}}} gegeben. Dann gilt:
Ist {\displaystyle {\mathcal {E}}} durchschnittsstabil und gilt für alle {\displaystyle E\in {\mathcal {E}}} immer
{\displaystyle P(E)=Q(E)},
so ist {\displaystyle P=Q}.

## Implikationen
Eine Implikation des Eindeutigkeitssatzes ist, bei Definition von Mengenfunktionen wie Inhalten und Prämaßen schnittstabile Mengensysteme als Definitionsbereich zu wählen. Dies garantiert, dass falls die Mengenfunktion zu einem Maß auf einer entsprechenden das Mengensystem enthaltenden σ-Algebra fortgesetzt werden kann, diese Fortsetzung auch eindeutig ist. Typische Beispiele für solche Mengensysteme sind Halbringe.
Zwei weitere Folgerungen aus dem Eindeutigkeitssatz sind die Eindeutigkeit des (endlichen) Produktmaßes sowie der für die Stochastik wichtige Korrespondenzsatz, der die Beziehung zwischen Wahrscheinlichkeitsmaßen auf {\displaystyle \mathbb {R} } und Verteilungsfunktionen beleuchtet.

## Beweisskizze
Die wahrscheinlichkeitstheoretische Version lässt sich nach dem Beweisprinzip der guten Mengen wie folgt zeigen: Zuerst betrachtet man das Mengensystem
{\displaystyle {\mathcal {D}}:=\{A\in {\mathcal {A}}\mid P(A)=Q(A)\}}
derjenigen Mengen, auf denen die Wahrscheinlichkeitsmaße übereinstimmen. Dieses Mengensystem ist ein Dynkin-System, denn
- die Stabilität bezüglich abzählbar vieler disjunkter Vereinigungen folgt aus der σ-Additivität der Wahrscheinlichkeitsmaße
- die Menge {\displaystyle \Omega } ist enthalten, da immer {\displaystyle P(\Omega )=Q(\Omega )=1} gilt
- die Stabilität bezüglich Differenzbildung folgt aus der Subtraktivität der Wahrscheinlichkeitsmaße.

Nach Voraussetzung gilt
{\displaystyle {\mathcal {D}}\supset {\mathcal {E}}}.
Betrachtet man nun das von {\displaystyle {\mathcal {E}}} erzeugte Dynkin-System {\displaystyle \delta ({\mathcal {E}})}, so gilt aufgrund dessen Minimalität
{\displaystyle {\mathcal {D}}\supset \delta ({\mathcal {E}})}
Da aber {\displaystyle {\mathcal {E}}} schnittstabil ist, gilt laut dem Dynkinschen π-λ-Satz
{\displaystyle \delta ({\mathcal {E}})=\sigma ({\mathcal {E}})}.
Somit ist
{\displaystyle {\mathcal {D}}\supset \delta ({\mathcal {E}})=\sigma ({\mathcal {E}})={\mathcal {A}}}.
Gleichzeitig gilt aber per Definition von {\displaystyle {\mathcal {D}}} immer
{\displaystyle {\mathcal {D}}\subset {\mathcal {A}}},
woraus dann wegen {\displaystyle {\mathcal {D}}\subset {\mathcal {A}}} und {\displaystyle {\mathcal {D}}\supset {\mathcal {A}}} sofort
{\displaystyle {\mathcal {D}}={\mathcal {A}}}
folgt. Die beiden Wahrscheinlichkeitsmaße stimmen also auf der gesamten σ-Algebra überein.
Der Beweis der maßtheoretischen Version folgt im Wesentlichen derselben Idee, verwendet aber noch ein Ausschöpfungsargument in Kombination mit der σ-Stetigkeit der Maße, um die Übereinstimmung auf allen Mengen zu zeigen.